# Xã Star Prairie, Quận Tripp, Nam Dakota
Xã Star Prairie (tiếng Anh: Star Prairie Township) là một xã thuộc quận Tripp, tiểu bang Nam Dakota, Hoa Kỳ. Năm 2010, dân số của xã này là 37 người.